# Adam von Bremen

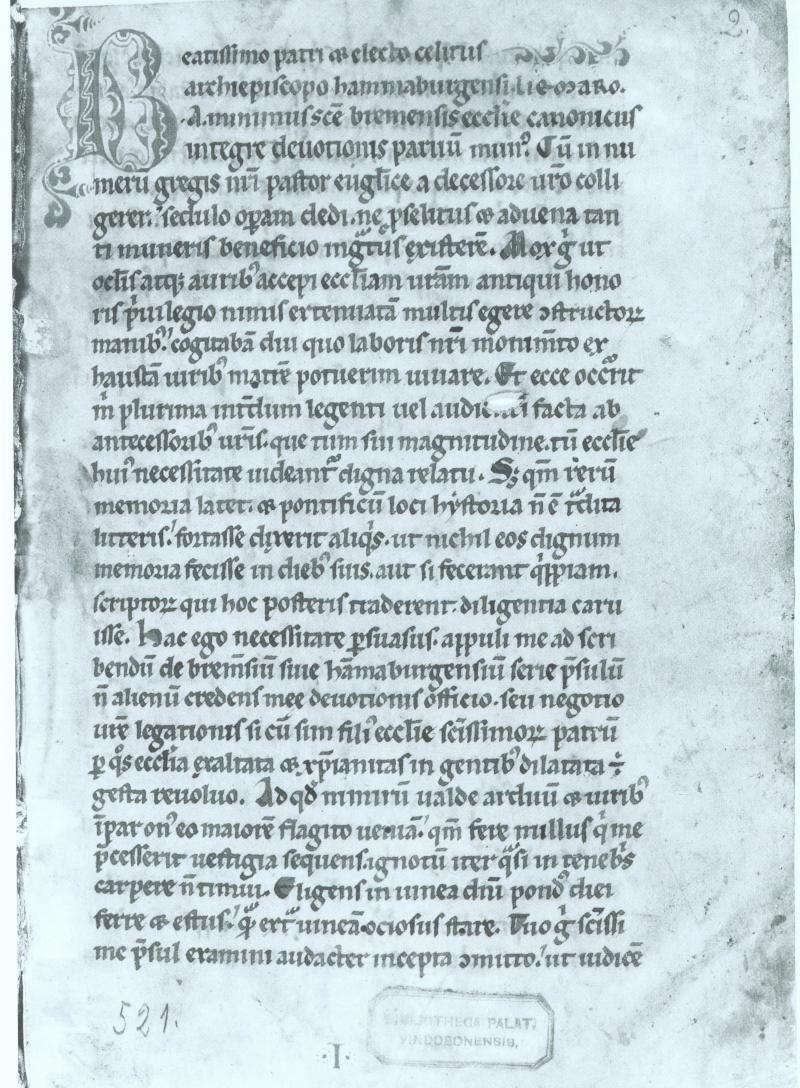
Adam von Bremen, Geschichte der Hamburger Kirche. Wien, Österreichische Nationalbibliothek, Cod. 521 4, fol. 1 r

Adam von Bremen, lateinisch Adamus Bremensis (* wohl vor 1050; † 12. Oktober vermutlich 1081/1085), war ein Bremer Kleriker und Chronist. Er ist der Verfasser der Gesta Hammaburgensis ecclesiae pontificum, der Hamburgischen Kirchengeschichte.

## Leben
Adam von Bremens Name ist lediglich von Helmold von Bosau überliefert, der Inhalte aus der Gesta teilweise in seiner Chronica Slavorum verwendet hat. Er war nach seinen eigenen Angaben in der Einleitung seiner Kirchengeschichte kein Bremer. Mit einer Randnotiz ist in der Gesta lediglich Germania superior als Herkunftsregion aufgeführt. Johann Martin Lappenberg vermutete, dass er um das Jahr 1040 in der Markgrafschaft Meißen geboren wurde. Andere wie Joachim Leuschner nehmen an, dass Adam aus Ostfranken, möglicherweise aus der Nähe von Würzburg, stammte.
Die Vermutung von Bernhard Schmeidler, dass Adam seine Ausbildung in Bamberg erhalten hat, ist nicht nachweisbar. Neben der Bibel und den Kirchenvätern war er auch mit zahlreichen Werken antiker Schriftsteller wie Sallust, Cicero, Horaz, Lucan und Vergil vertraut.
Unter dem Erzbischof Adalbert von Bremen wurde er um 1066 bremischer Domherr. Vermutlich im Auftrag des Erzbischofs begab er sich auf eine Reise zu König Sven Estridsson von Dänemark. Nach Rückkehr von dieser Reise wurde er 1069 magister scholarum (Domscholast), also Leiter der Klosterschule.
Den Quellen nach hat Adam bis ca. 1080/81 seine Arbeit noch selbst mit Zusätzen versehen. Gestorben ist er an einem 12. Oktober vor 1085.

## Werk
Um 1075 verfasste er unter Benutzung älterer Chroniken und Urkunden sowie unter Verwendung der aus Dänemark mitgebrachten Berichte seine Hamburgische Kirchengeschichte, die er Erzbischof Liemar, dem Nachfolger des 1072 verstorbenen Adalbert, 1076 überreichte. Damit sollten zur Begründung des umstrittenen Missionsanspruches offenbar entsprechende Nachweise für das Erzbistum Bremen bereitgestellt werden.
In der Gesta Hammaburgensis ecclesiae pontificum wird die frühmittelalterliche Kirchengeschichte von Hamburg, Bremen und Skandinavien geschildert. Das Werk enthält außer der Geschichte des Erzbistums Hamburg-Bremen eine Völker- und Landeskunde Nordmitteleuropas. Seine wichtigsten Gewährsmänner sind nach seinen eigenen Angaben Sven Estridsson und Bischof Adalbert. Berühmt wurde das Werk dadurch, dass es das erste schriftliche Zeugnis über die Entdeckung „Vinlands“, des heutigen Nordamerikas, durch die Wikinger darstellt. Auch übersetzte Adam den flämischen Ortsnamen Torhout ins (mittel)hochdeutsche „Turholz“.
Das Originalmanuskript ist nicht erhalten. Eine Rekonstruktion der „Urschrift“ ist bisher nicht gelungen. Die Gesta Hammaburgensis ecclesiae pontificum wurden schon bald abgeschrieben und durch dabei teils widersprüchliche Scholien ergänzt. Die älteste erhaltene Handschrift wird auf etwa 1100 datiert. Nachweisbar ist die Verwendung des Werks unter anderem durch Helmold von Bosau und Saxo Grammaticus. Die Verbreitung beschränkte sich im Mittelalter aber vermutlich auf den norddeutschen Raum.
1579 wurde im Kloster Sorø eine Handschrift der Gesta gefunden, die der dänische Historiograph und Kanoniker Anders Sørensen Vedel herausgab. Diese Ausgabe hatte große Bedeutung für die dänische Geschichtsforschung.

## Rezeption
Nachdem in der Vergangenheit Adams Berichte trotz der fabelhaften Beschreibungen ferner Länder als Tatsachenberichte behandelt wurden, sehen moderne Forscher die wichtigste Aussage der Gesta in der Behauptung, dass Hamburg eine frühe erzbischöfliche Stellung und das Erzbistum Bremen eine Zuständigkeit für über die Reichsgrenzen hinaus reichende Missionsgebiete besaß, was jedoch zur Zeit der Abfassung umstritten war.
Adam von Bremen war auch der einzige mittelalterliche Autor, der den Uppsala-Tempel in Schweden in seiner Kirchengeschichte beschrieb (IV, 26) und ihn als ein Haus ganz aus Gold charakterisiert, das Götterbilder im Inneren zeige. Die einzelnen Götter beschreibt er ausführlich. Er war jedoch nie selbst vor Ort. Archäologisch gibt es bisher keinen Hinweis auf einen solchen Tempel.
Sein Text in der Hamburgischen Kirchengeschichte wird als Quelle für die Nordische Mythologie verwendet. So findet sich von ihm beispielsweise folgende Aussage im Vierten Buch ab Kapitel 26, die meist auf Odin bezogen wird: Wodan, das bedeutet Wut (lateinisch im Original Woudan id est furor).

## Werkausgaben
- Bernhard Schmeidler (Hrsg.): Scriptores rerum Germanicarum in usum scholarum separatim editi 2: Adam von Bremen, Hamburgische Kirchengeschichte (Magistri Adam Bremensis Gesta Hammaburgensis ecclesiae pontificum). Hannover 1917 (Monumenta Germaniae Historica), Digitalisat: Einführung (67 Seiten), Wortlaut der Chronik.
- Adam von Bremen: Gesta Hammaburgensis ecclesiae pontificum. In: Werner Trillmich, Rudolf Buchner (Hrsg.): Quellen des 9. und 11. Jahrhunderts zur Geschichte der Hamburgischen Kirche und des Reiches (= Ausgewählte Quellen zur deutschen Geschichte des Mittelalters. Freiherr-vom-Stein-Gedächtnisausgabe. Band 11). 7., gegenüber der 6. um einen Nachtrag von Volker Scior erweiterte Auflage. Wissenschaftliche Buchgesellschaft, Darmstadt 2000, ISBN 3-534-00602-X, S. 137–499.
- Revidierte Ausgabe von 1876; das Vorwort von G. Waitz wiederholt bis auf die letzten beiden Absätze das Vorwort der Ausgabe von 1846 in: Georg Heinrich Pertz u. a. (Hrsg.): Scriptores (in Folio) 7: Chronica et gesta aevi Salici. Hannover 1846, S. 267–389 (Monumenta Germaniae Historica, Digitalisat).
- Gesta Hammaburgensis Pontificum Liber I. Erster Teil in der lateinischen Wikisource nach der revidierten Ausgabe von 1876.